# Monastère Saint-Pierre du Burgal
 (janvier 2024).
Pour les articles homonymes, voir Monastère Saint-Pierre.
Le monastère Saint-Pierre du Burgal (monestir de Sant Pere del Burgal en catalan) est une ancienne abbaye bénédictine. Le monastère, fondé au IXe siècle, est reconstruit dans la deuxième moitié du XIe siècle dans le style roman. Il est aujourd'hui largement ruiné, mais les peintures de l'église sont conservées au musée national d'Art de Catalogne, à Barcelone.

## Localisation
Les ruines les plus notables sont situées à gauche de la Noguera Pallaresa et à droite du barranc de Sant Pere. Il se trouve près du village d'Escaló, dépendant de la commune de la Guingueta d'Àneu, dans la comarque du Pallars Sobirà, en Catalogne.

## Histoire
Le monastère est mentionné pour la première fois en 859 dans un précepte du comte de Toulouse, Raimond Ier, obtenu par l'abbé Deligat, dans lequel le comte lui accorde l'immunité et la protection de ses biens. Le texte démontre que cet établissement est déjà construit au milieu du IXe siècle ; peut-être était-ce une fondation du comte toulousain. Dès la fin du IXe siècle cependant, le monastère semble connaître des difficultés. Alors qu'il ne compte plus que deux moines, Eudes et Saborit, il devient un simple prieuré qui passe sous l'autorité de l'abbaye Sainte-Marie de Gerri (ca), un monastère de moines bénédictins établi plus au sud dans la vallée de la Noguera Pallaresa. Pourtant, en 908, l'abbé de Gerri, Godemir, cède le prieuré du Burgal au comte de Pallars, Raimond Ier. Il est ensuite cédé par la famille comtale, avant 930, à l'abbaye Sainte-Marie de Lagrasse, une puissante abbaye bénédictine du comté de Carcassonne dont les possessions s'étendent des deux côtés des Pyrénées.
À partir de ce moment, l'histoire du monastère du Burgal est difficile à suivre à cause de l'existence de faux documents, probablement créés pour démontrer les droits de l'abbaye de Gerri dans les litiges qui l'opposent à l'abbaye de Lagrasse. Un texte, daté de 930, connu comme le Faux document VI (Fals VI en catalan), fait état de la donation du monastère du Burgal qu'aurait faite le comte de Pallars, Isarn, et son épouse, Sénégonde, en faveur de l'abbaye de Gerri. Un deuxième texte, contradictoire et daté de 945, le Faux document I (Fals I en catalan), affirme que le même comte Isarn aurait, en accord avec son frère, l'évêque de Pallars Aton, cédé l'alleu du Burgal et ses églises à l'abbaye de Gerri, en vue de la création d'un monastère féminin placé sous la direction de sa fille Ermengarde. Un troisième document, le Faux document II (Fals II en catalan), daté de 949, affirme que l'abbesse Ermengarde aurait rendu l'église du Burgal et les biens qui en dépendent à l'abbaye de Gerri.
Effectivement, en 948, Ermengarde de Pallars achète pour 400 sous à Suniaire II, abbé de Lagrasse, l'alleu du Burgal et l'église Saint-Pierre pour y fonder une communauté féminine. Pourtant, deux ans plus tard, elle les cède à la même abbaye de Lagrasse : on peut y voir la volonté de la famille comtale de protéger le monastère d'Ermengarde des prétentions de l'abbaye de Gerri en la replaçant sous l'autorité nominale de l'abbaye de Lagrasse. En 1006, le comte de Pallars, Suniaire, confirme la donation du Burgal à l'abbaye de Lagrasse. Aux XIe et XIIe siècles, le prieuré du Burgal continue à jouir de la faveur de la famille comtale et de la noblesse locale. Son patrimoine s'accroît sensiblement et il est d'ailleurs reconstruit à cette époque, probablement dans la deuxième moitié du XIe siècle : il est d'ailleurs remarquable que le décor peint de l'abside de l'église représente la comtesse de Pallars Sobirà, Lucie de la Marche, comme protectrice du monastère – peut-être son portrait était-il accompagné de celui de son époux, Artaud Ier.
Ce conflit s'inscrit dans le cadre de la « crise de l'Église » et de la féodalité en Occident, où les pouvoirs ecclésiastiques et laïques sont étroitement imbriqués. Il s'agit, pour une famille de l'aristocratie, les comtes de Pallars, puis de Pallars Sobira, de conserver son autorité sur des biens ecclésiastiques qu'elle a constitués au profit de personnages qui lui sont fidèles, voire qui en sont issus – telle l'abbesse Ermengarde. La donation du prieuré du Burgal à la puissante, mais lointaine abbaye de Lagrasse, ainsi que les nombreuses donations faites dans les années suivantes, s'inscrivent dans cette politique de contrôle du territoire, des ressources et des hommes menée par les comtes.
Les prétentions de l'abbaye de Gerri ne cessent cependant pas : en 966, elle obtient même du pape Jean XIII une bulle qui lui confirme la possession du Burgal. En 1164, c'est le pape Alexandre III qui lui renouvelle par une bulle la propriété du Burgal. Le conflit se poursuit jusqu'en 1337, date à laquelle, à la suite d'un accord, l'abbaye de Gerri reçoit divers biens du Burgal en échange de sa reconnaissance des droits de l'abbaye de Lagrasse.
Le prieuré du Burgal connaît cependant des difficultés croissantes. En 1570, à cause sa décadence, il est sécularisé. Au XVIIIe siècle, des visites de l'évêque d'Urgell décrivent le prieuré comme à l'état d'abandon, le prieur étant d'ailleurs absent. En 1770, alors qu'il est pratiquement sans activité, le prieuré du Burgal revient finalement dans le giron de l'abbaye de Gerri par décision du roi Charles III. En 1787, dans un questionnaire de Francisco de Zamora (ca), le Burgal ne compte plus que quatre maisons, tandis que les cérémonies religieuses ne se tiennent plus qu'à l'église du village d'Escaló.
Le désamortissement de 1835, provoque la fermeture de l'abbaye de Gerri et confirme la disparition définitive du prieuré Saint-Pierre du Burgal, réduit à une simple chapelle.

## Description

### Monastère
L'édifice, du XIe siècle, fut construit sur un autre, documenté en 859. Il possède un plan basilical de trois nefs. La nef centrale est plus haute que les latérales, et terminées par une abside et deux absidioles, décorés à l'extérieur par des arcatures, des lésènes lombardes et des contre absides. A l'intérieur, ils sont appuyés à la nef centrale, architecture que l'on retrouve dans les constructions wisigothes et mozarabes. Au-dessus des arcs se trouvent des trous sur lesquels s'appuyait la charpente en bois.
L'église du monastère fut construite au XIe siècle. Les campagnes de nettoyage qui ont été menées récemment ont mis au jour tout le sol du temple qui avait trois nefs et avait la particularité d'un double chevet, formé par trois absides à l'Est  et un de côté à l'ouest, où a été découverte la base d'un autel. Le chevet de l'ouest est construit sur deux niveaux, au niveau inférieur se trouvait un autel, au niveau supérieur un cœur de bois qui s'élargissait vers l'intérieur de la nef principale. Les trois nefs étaient séparées par des piliers massifs à section carrée qui soutenaient des arcs formerets dont il reste certains exemples sur la nef nord, et une couverture qui devait être faite treillis de bois. En dehors des absides Est, qui présentent des séries de deux arcades séparées par des lésènes, l'extérieur était dépourvu d'une quelconque décoration. La porte principale d'accès à l'église était située sur la façade ouest de la nef latérale nord. Il existe des vestiges de deux portes supplémentaires situées sur la façade sud. Les fenêtres des chevets Est sont les plus communs dans les édifices de cette époque. Les fenêtres sont doubles, une dans chaque absidiole et trois dans l'abside centrale, et une fenêtre en croix qui illuminait la nef centrale. Pendant les travaux d'exploration archéologique, on a découvert un pavement de galets dans toute l'église, formant des décorations géométriques dans la nef centrale, et particulièrement dans le secteur du presbytère.
Seules les fondations des dépendances monastiques ont été excavés. Les restes de l'église ont été réhabilités sous le nom de Chapelle Saint-Pierre, en fermant l'abside et la première partie de la nef. En 1997, des travaux de restauration ont été menés afin de restaurer, réhabiliter et consolider l'ensemble architectural.
La restauration a été exécutée d'août 2012 à juillet 2013.

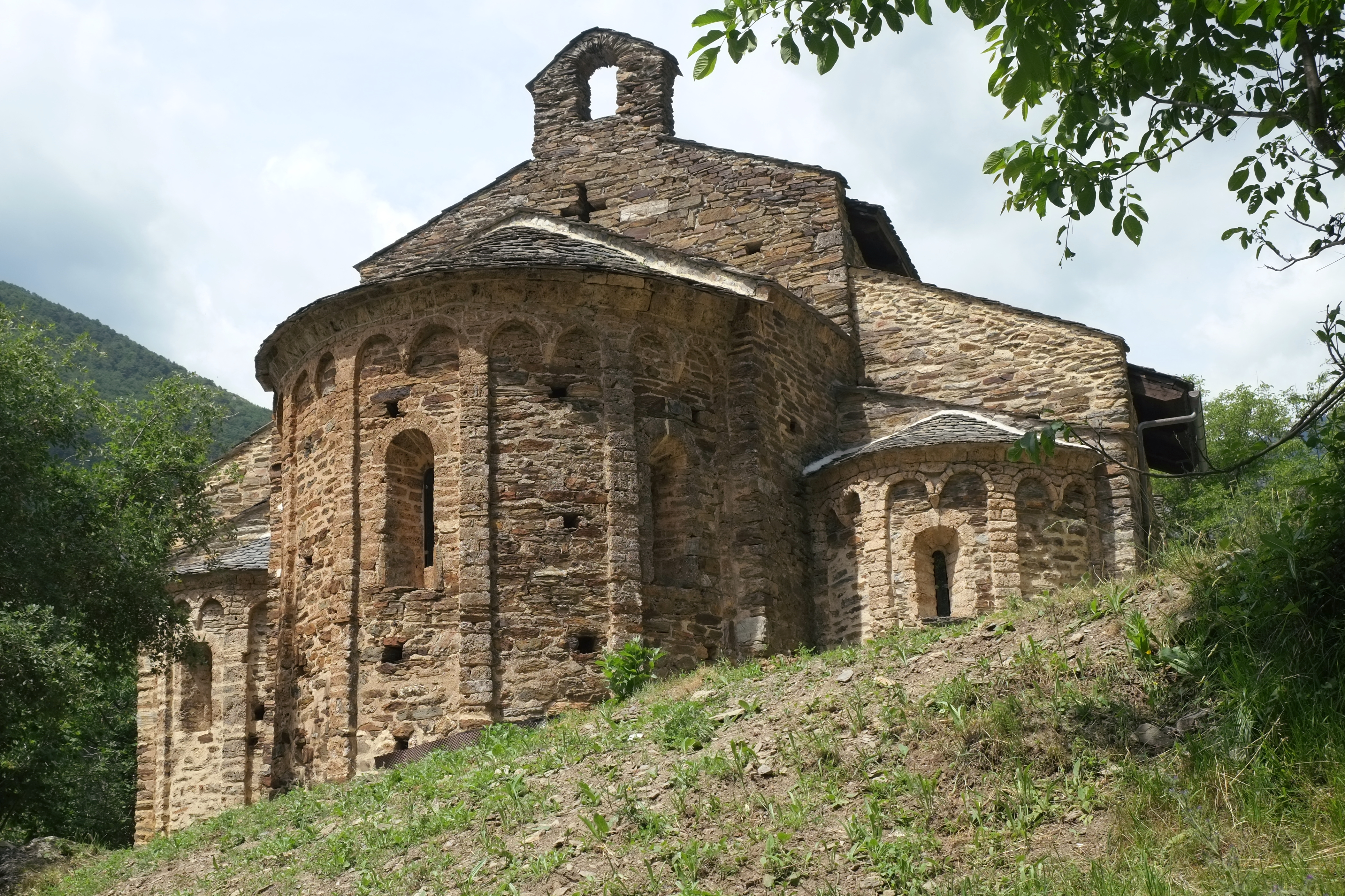
Une abside et deux absidioles à l'Est qui ouvrent sur trois nefs (2013)
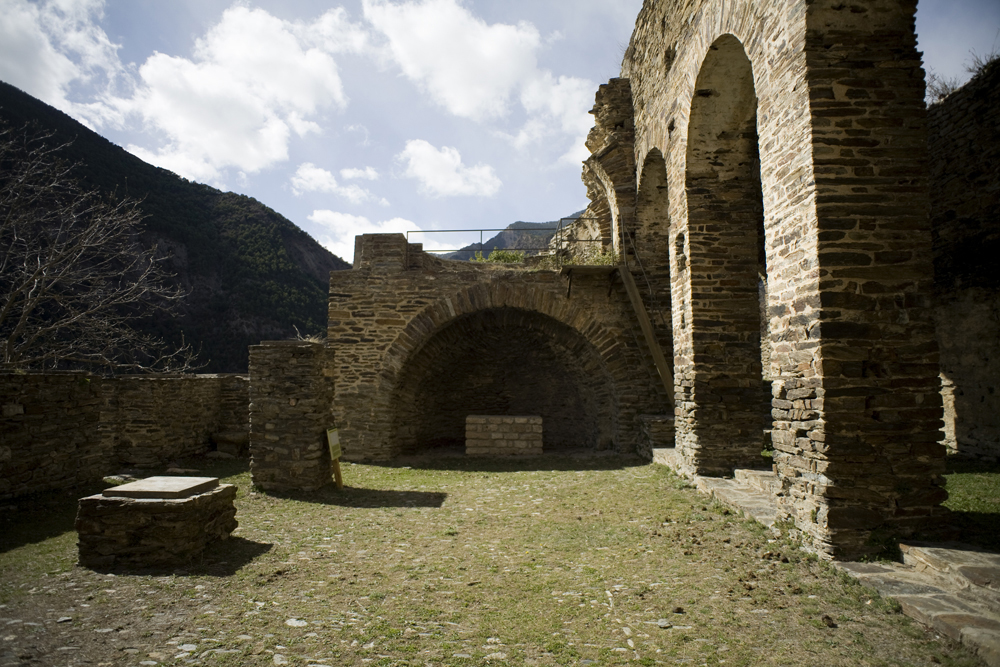
Nef centrale avec l'abside à l'ouest, solution architecturale singulière et très rare en Catalogne (2009)
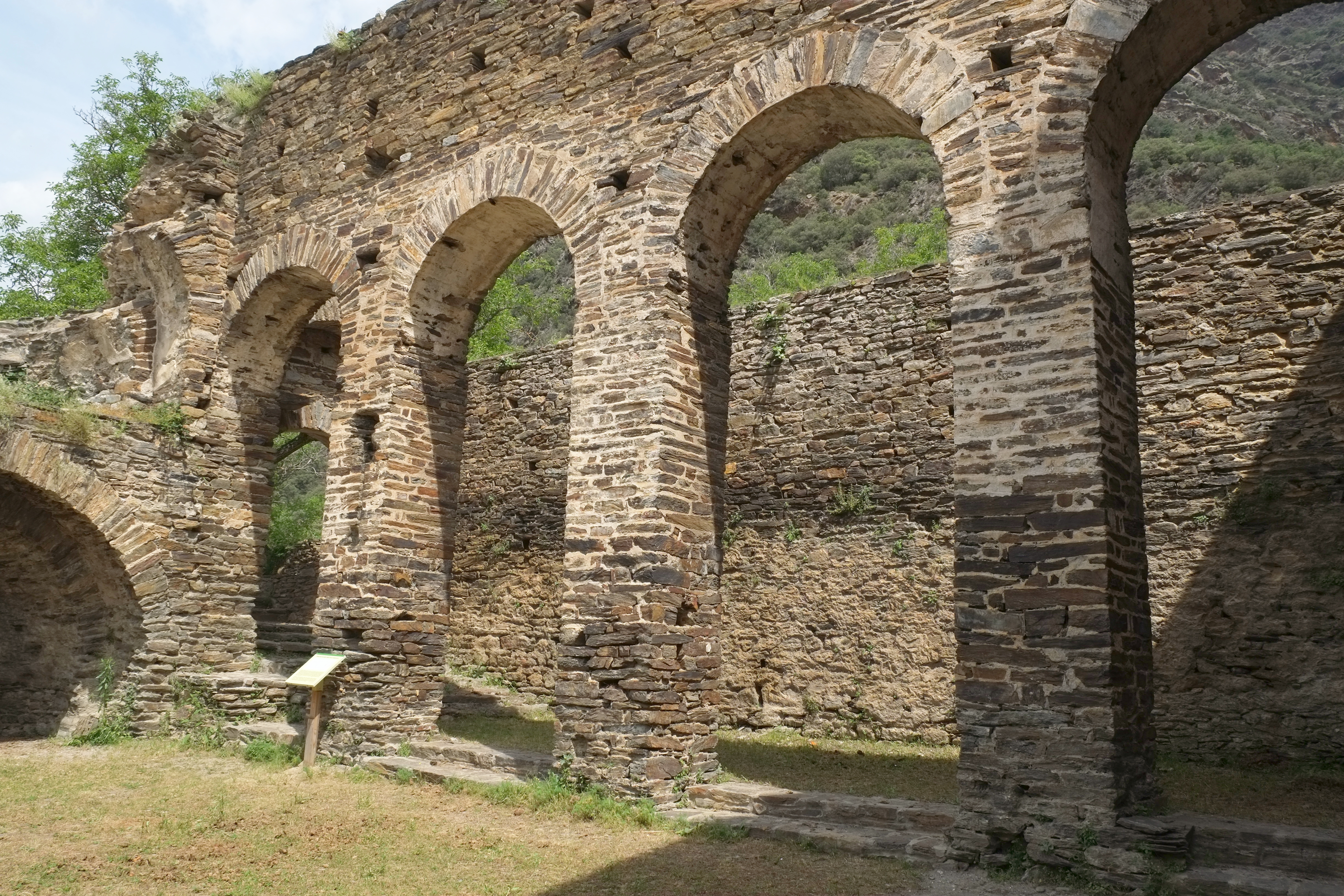
Nef nord, avec les piliers de séparations de la nef centrale (2013)
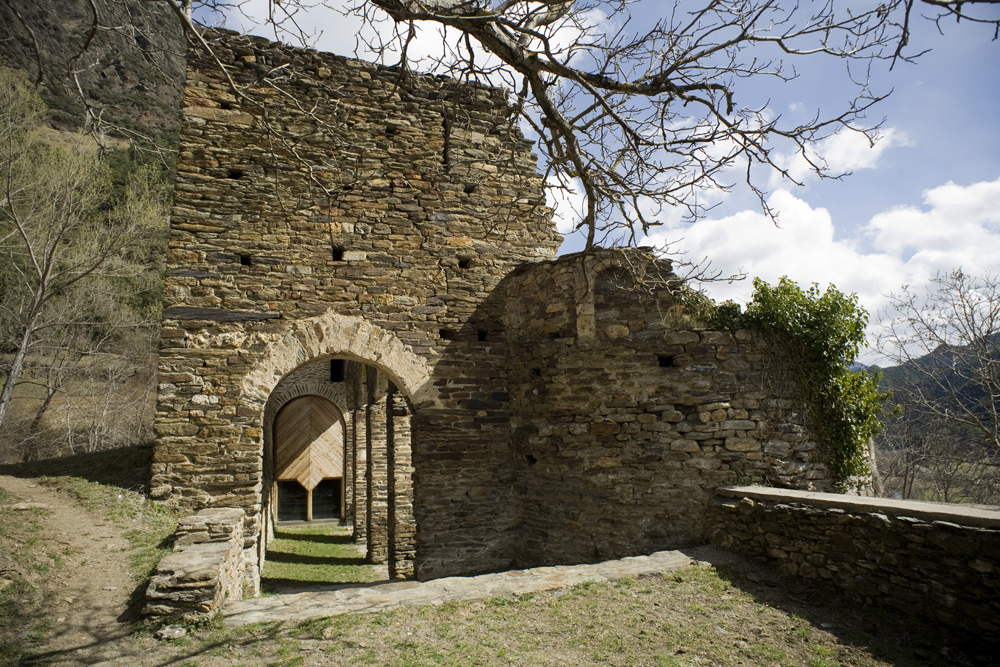
Porte d'entrée de l'église, située au bout de la nef gauche. Abside ouest vue depuis l'extérieur (2009)
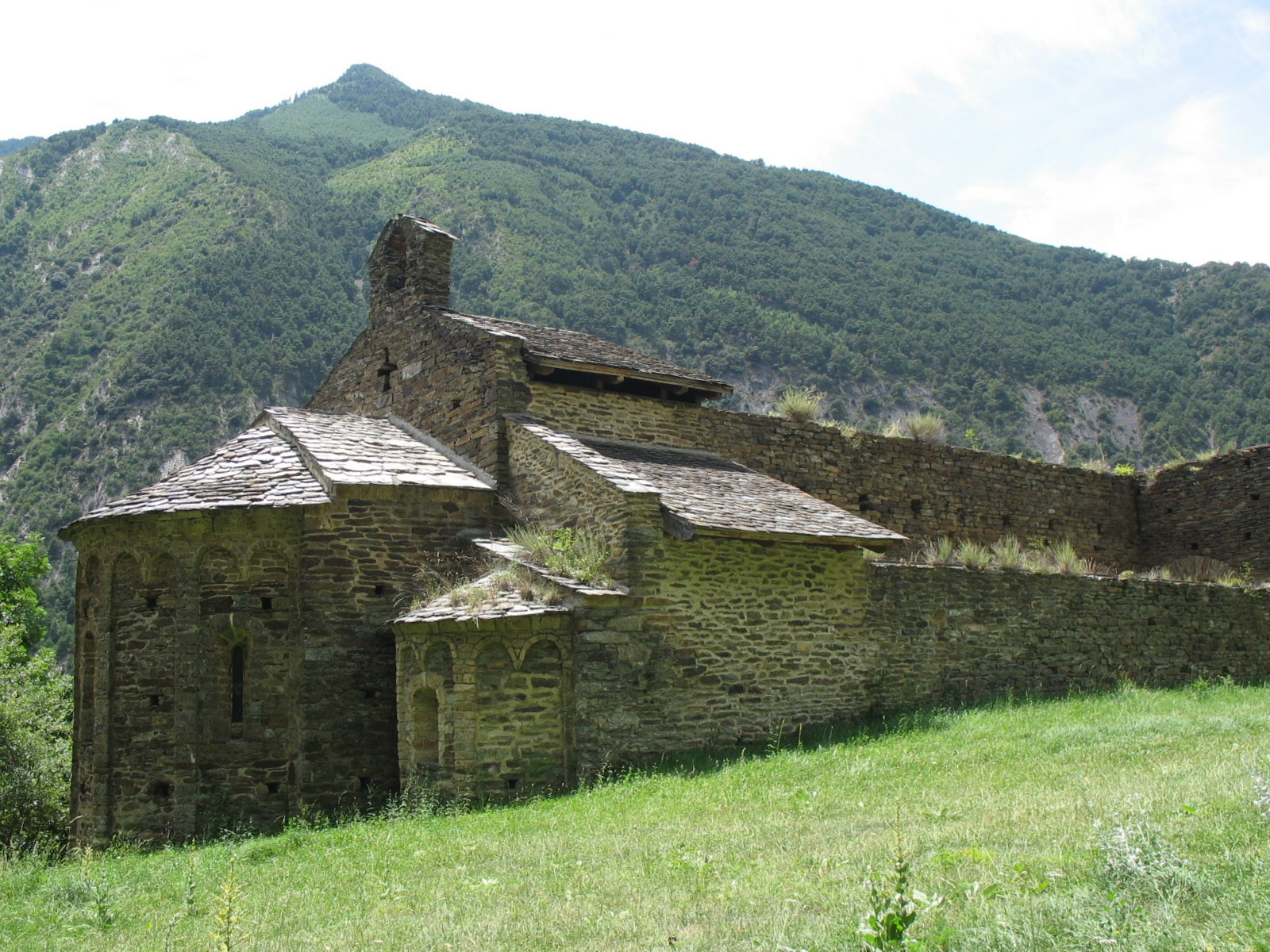
Vue d'ensemble

### Peintures
Les peintures murales de l'abside se trouvent au Musée National d'Art de Catalogne à Barcelone⁣ ; Elles sont datées entre 1080 et 1090 et attribuées au mestre de Pedret. Elles représentent le pantocrator entre les archanges Michel et Gabriel, adorés par deux saints. Entre les fenêtres se trouve la Mère de Dieu portant un calice, à sa droite se trouve saint Pierre et à gauche saint Jean-Baptiste et saint Paul. Dans la partie inférieure des peintures sont conservées, il s'agit d'une dame avec l'inscription «...cia conmitesa», que correspondrait à la comtesse Llúcia de la Marca, bienfaitrice du monatère, mariée avec Artau I de Pallars Sobirà en 1085 ⁣ ; ce qui fournit la datation des peintures. Les peintures présentées dans l'édifice sont des reproductions.

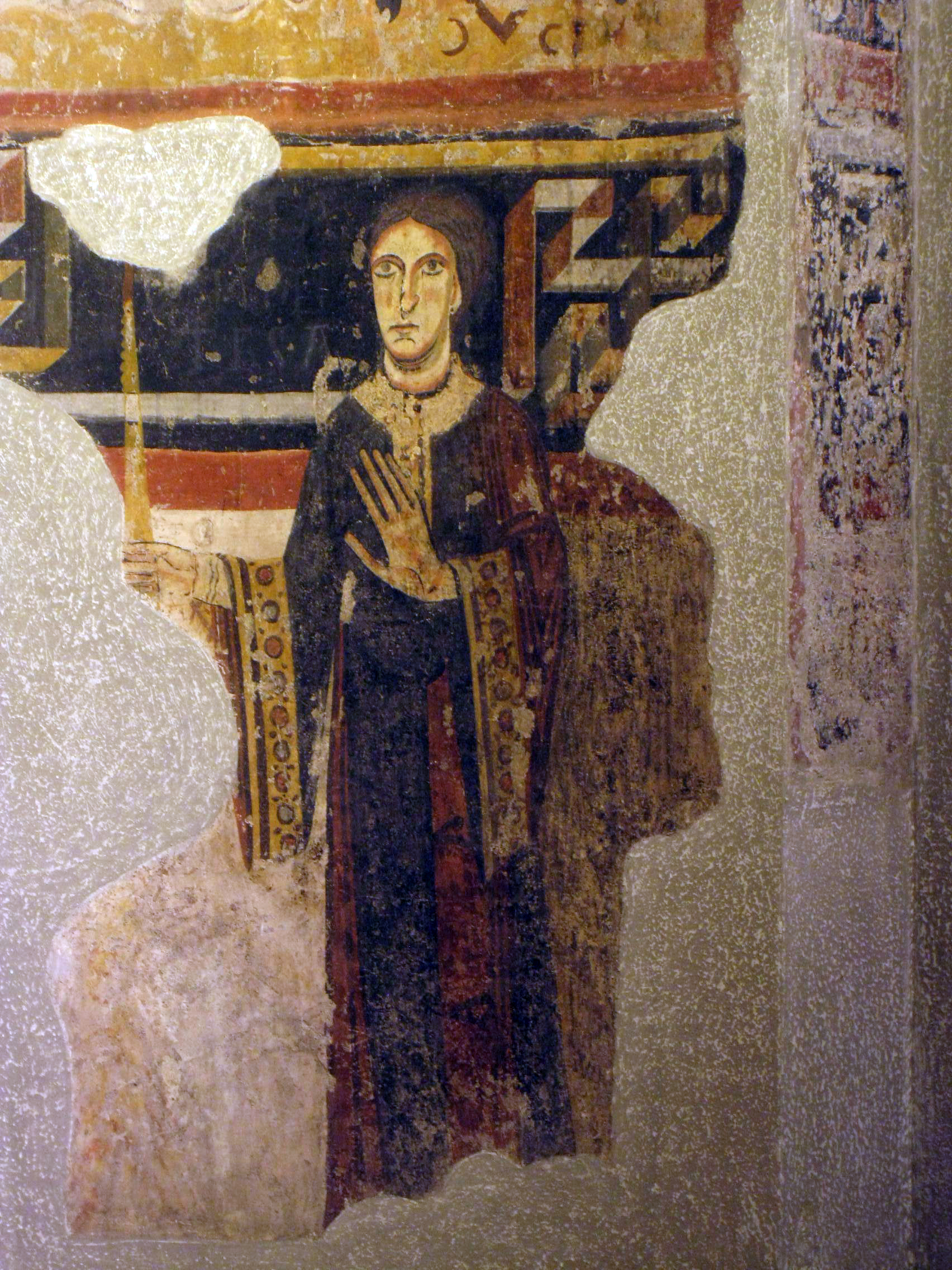
La comtesse Llúcia de la Marche.
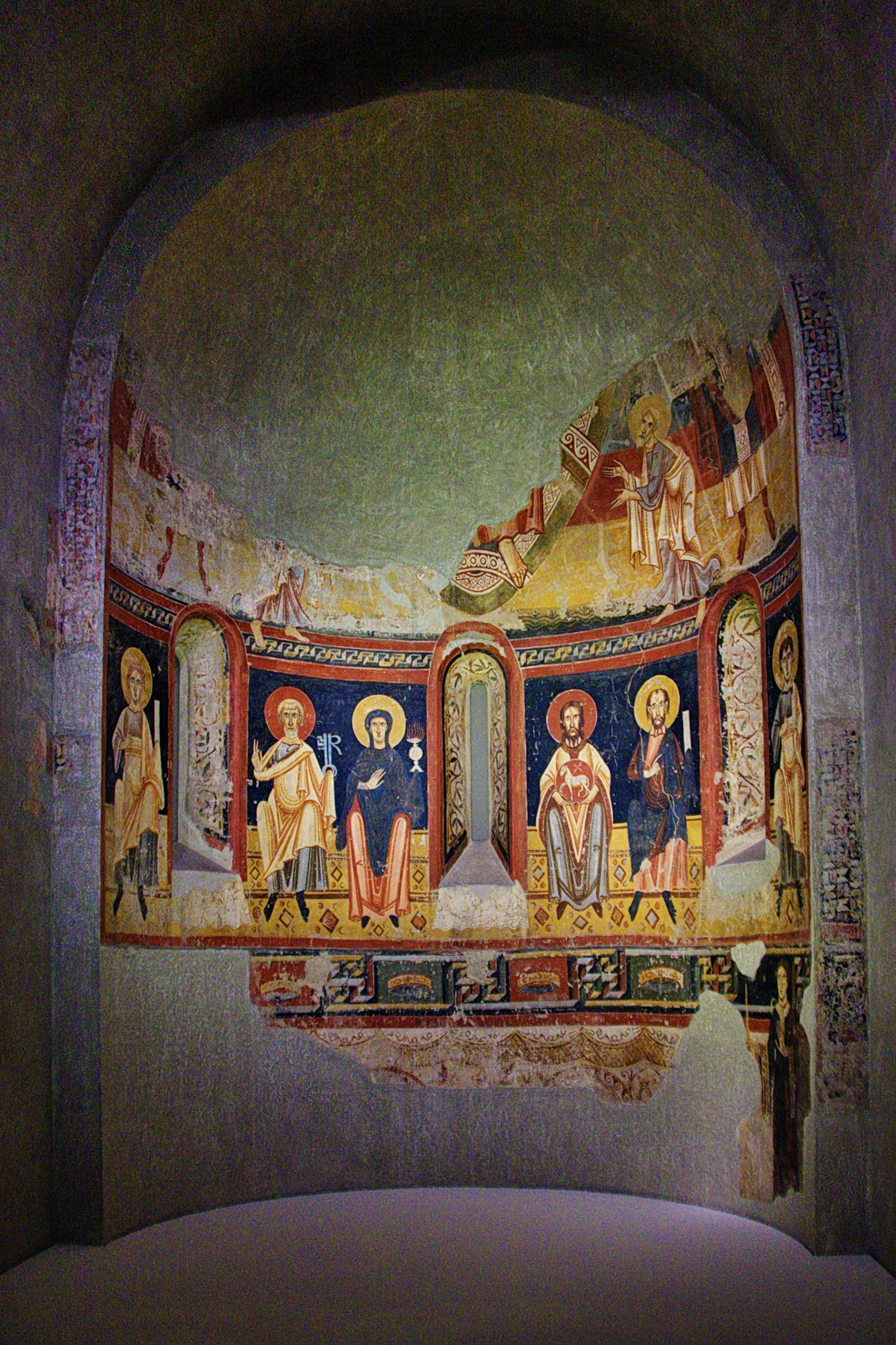
Abside.

## Saint Pierre du Burgal dans la litérature
Le romancier catalan contemporain Jaume Cabré situe à Saint-Pierre du Burgal une partie de son roman de 2011 Jo confesso (Confiteor dans la traduction française).